# Джуліан Сендс
Джуліан Сендс (англ. Julian Sands; 4 січня 1958, Отлі, Західний Йоркшир — січень 2023, Сан-Бернардіно, Каліфорнія) — британський актор театру, кіно та телебачення, відомий за ролями у фільмах «Поля смерті», «Чорнокнижник», «Арахнофобія», «Кімната з видом» та «Покидаючи Лас-Вегас».

## Життєпис
Народився у місті Отлі, графство Західний Йоркшир. Навчався в лондонській Центральній школі мови і драматичного мистецтва, пізніше грав у театрі. Кінокар'єра Сендса почалася з другорядних ролей, в 1984 році він зіграв роль фотографа у фільмі Ролана Жоффе «Поля смерті». Популярність до нього прийшла після ролі Джорджа Емерсона в картині Джеймса Айворі «Кімната з видом» (1985), після чого Сендс перебрався в Голлівуд.
Наприкінці 1980-х — початку 1990-х він зіграв кілька ролей у фільмах жахів, зокрема, у «Чорнокнижнику» (1989). У 1994 році розпочалася співпраця Сендза з британським режисером Майком Фіггісом, у якого він грав у картинах «Версія Браунінга», «Покидаючи Лас-Вегас», «Побачення на одну ніч», «Таймкод» і «Готель».
2013 року номінувався на премію Драма Деск у категорії Найкраще сольне виконання за роль у постановці «A Celebration» за п'єсою Гарольда Пінтера, режисером якої виступив Джон Малкович.
Із 2020 року разом із родиною мешкав у Лос-Анджелесі, Каліфорнія. Захоплювався альпінізмом.
13 січня 2023 року 65-річний Сендс був оголошений зниклим безвісти в горах Сан-Ґабріел, Південна Каліфорнія, куди вирушив в одиночний похід. Через погані погодні умови наземні пошуки було припинено, пошуки за допомогою вертольота продовжувалися. 24 червня, через п'ять місяців після зникнення, на Маунт-Болді було знайдено людські рештки. 27 червня було оголошено, що за даними експертизи рештки належать Джуліану Сендсу.

## Особисте життя
У 1984—1987 роках Сендс був одружений з британською журналісткою Сарою Гарві. 20 вересня 1985 року у пари народився син Генрі Сендс. Шлюб завершився розлученням. 22 вересня 1990 року одружився з американською письменницею Євгенією Кіткович, дочкою композитора Ізраеля Кітковича і письменниці та світської особи леді Керолайн Блеквуд. 14 серпня 1996 року у подружжя народилася дочка Наталія Сендс. 31 грудня 1999 року народилася їхня друга дочка Імоджен Сендс. Шлюб тривав до смерті актора.

## Фільмографія
| Рік       |    | Українська назва                    | Оригінальна назва                      | Роль                              |
| --------- | -- | ----------------------------------- | -------------------------------------- | --------------------------------- |
| 1983      | ф  | Рядові на параді                    | Privates on Parade                     | моряк                             |
| 1984      | ф  | Команда Оксфорда                    | Oxford Blues                           | Колін Гілкріст Фішер              |
| 1984      | ф  | Поля смерті                         | The Killing Fields                     | Джон Суейн                        |
| 1984      | с  | І сонце сходить                     | The Sun Also Rises                     | Джеральд                          |
| 1985      | ф  | Доктор і дияволи                    | The Doctor And The Devils              | доктор Мюррей                     |
| 1985      | тф | Кохання у Східному експресі         | Romance on the Orient Express          | Сенді                             |
| 1986      | тф | Гарем. Втрата невинності            | Harem. The Loss of Innocence           | Чарльз Форест                     |
| 1986      | ф  | Кімната з видом                     | A Room with a View                     | Джордж Емерсон                    |
| 1986      | ф  | Готика                              | Gothic                                 | Персі Біші Шеллі                  |
| 1987      | ф  | Сієста                              | Siesta                                 | Кіт                               |
| 1988      | ф  | Флюїди                              | Vibes                                  | доктор Гаррісон Стіл              |
| 1989      | тф | Вбивство у місячному світлі         | Murder By Moonlight                    | майор Степан Григорович Кириленко |
| 1989      | ф  | Чорнокнижник                        | Warlock                                | Чорнокнижник                      |
| 1989      | ф  | Теннесійський вальс                 | Tennessee Waltz                        | Вольфганг Лейтон                  |
| 1990      | ф  | І світло в тьмі світить             | Il sole anche di notte                 | Серджіо Джирамондо                |
| 1990      | ф  | Арахнофобія                         | Arachnophobia                          | доктор Джеймс Атертон             |
| 1991      | ф  | Голий ланч                          | Naked Lunch                            | Ів Клоке                          |
| 1991      | ф  | Експромт                            | Impromptu                              | Ференц Ліст                       |
| 1991      | ф  | Чоловіки і коханці                  | Husbands And Lovers                    | Стефан                            |
| 1991      | ф  | Острів Гранд-Айл                    | Grand Isle                             | Елсі Аробін                       |
| 1992      | ф  | Легенда про вампіра                 | Tale Of A Vampire                      | Алекс                             |
| 1993      | ф  | Гелена в ящику                      | Boxing Helena                          | доктор Нік Кавано                 |
| 1993      | ф  | Чорнокнижник 2: Армагеддон          | Warlock: The Armageddon                | Чорнокнижник                      |
| 1994      | ф  | Поворот гвинта                      | The Turn Of The Screw                  | містер Купер                      |
| 1994      | ф  | Маріо і чарівник                    | Mario und der Zauberer                 | професор Фурман                   |
| 1994      | ф  | Версія Браунінга                    | The Browning Version                   | Том Гілберт                       |
| 1994      | тф | Полювання на відьом                 | Witch Hant                             | Фінн Махо                         |
| 1995      | тф | Кінець літа                         | End of Summer                          | Безіл Марч                        |
| 1995      | ф  | Покидаючи Лас-Вегас                 | Leaving Las Vegas                      | Юрій Бутсов                       |
| 1995      | тф | Велика втеча слонів                 | The Great Elephant Escape              | Клайв Поттер                      |
| 1995      | мф | Миші-байкери з Марса                | Biker Mice from Mars                   | сер Ланселот (голос)              |
| 1996      | тф | Людина з майбутнього                | The Tomorrow Man                       | Кен                               |
| 1996      | с  | Чиказька надія                      | Chicago Hope                           | Бредфорд Вайтлі                   |
| 1996      | ф  | Назавжди                            | Never Ever                             | Родерік                           |
| 1997      | ф  | Побачення на одну ніч               | One Night Stand                        | медбрат                           |
| 1998      | ф  | Привид опери                        | Fantasma dell'opera                    | Ерік (Привид опери)               |
| 1999      | ф  | Втрата сексуальної невинності       | The Loss of Sexual Innocence           | Нік                               |
| 2000      | ф  | Таймкод                             | Timecode                               | Квентін                           |
| 2000      | ф  | Ватель                              | Vatel                                  | Людовик XIV                       |
| 2000      | ф  | Готель «Мільйон доларів»            | The Million Dollar Hotel''             | Теренс Скопа                      |
| 2000      | ф  | Готель                              | Hotel                                  | гід                               |
| 2000      | ф  | Милосердя                           | Mercy                                  | доктор Домінік Бруссар            |
| 2000—2002 | с  | Пригоди Джекі Чана                  | Jackie Chan Adventures                 | Вальмон (голос)                   |
| 2002      | с  | Червона троянда                     | Rose Red                               | Нік Гардвей                       |
| 2002      | с  | Наполеон                            | Napoleon                               | Клемент фон Меттерніх             |
| 2002      | ф  | Дружина мерзотника                  | The Scoundrel's Wife                   | доктор Ленц                       |
| 2003      | ф  | Медальйон                           | The Medallion                          | Зміїна голова                     |
| 2004      | ф  | Ромасанта: Полювання на перевертня  | Romasanta                              | Мануель Бланко Ромасанта          |
| 2004      | ф  | Перстень Нібелунгів                 | Ring of the Nibelungs                  | Гаген                             |
| 2004      | с  | Секс в іншому місті                 | The L Word                             | Нік Барашков                      |
| 2005      | тф | Кеннет Тайнен: На славу хардкора    | Kenneth Tynan: In Praise of Hardcore   | Лоуренс Олів'є                    |
| 2005      | с  | Закон і порядок: Спеціальний корпус | Law & Order: Special Victims Unit      | Барклай Пелісьє                   |
| 2005      | с  | Зоряна брама: SG-1                  | Stargate SG-1                          | Досай                             |
| 2006      | тф | Переслідувач Тобі Джагга            | The Haunted Airman                     | доктор Гел Бернс                  |
| 2006      | с  | 24                                  | 24                                     | Владімір Бієрко                   |
| 2006      | с  | Закон і порядок: Злочинні наміри    | Law & Order: Criminal Intent           | Філіп Рейнгард                    |
| 2007      | ф  | Тринадцять друзів Оушена            | Ocean's Thirteen                       | Греко Монтгомері                  |
| 2007      | с  | Та, що говорить з привидами         | Ghost Whisperer                        | Ітан Кларк                        |
| 2007      | с  | Міс Марпл Агати Крісті: Година нуль | Agatha Christie's Marple: Towards Zero | Томас Ройд                        |
| 2008      | ф  | Місто-храм                          | Cat City                               | Нік Комптон                       |
| 2008      | ф  | Зоряна брама: Ковчег правди         | Stargate: The Ark of Truth             | Досай                             |
| 2009      | тф | Принц злодіїв                       | Beyond Sherwood Forest                 | Малкольм                          |
| 2009      | ф  | Кров і кістки                       | Blood and Bone                         | Франклін                          |
| 2009      | с  | Герой Боллівуду                     | Bollywood Hero                         | Ред Гант                          |
| 2009—2010 | с  | Таємниці Смолвіля                   | Smallville                             | Джор-Ел                           |
| 2010      | с  | Касл                                | Castle                                 | Тедді Ферроу                      |
| 2011      | ф  | Дівчина з тату дракона              | The Girl with the Dragon Tattoo        | молодий Генріх Вагнер             |
| 2011      | с  | Підозрюваний                        | Person of Interest                     | Алістер Візлі                     |
| 2012      | ф  | Імперія, що впала                   | Hirokin                                | Гріффін                           |
| 2012      | ф  | На межі сумніву                     | Suspension of Disbelief                | інспектор Гакетт                  |
| 2013      | с  | Декстер                             | Dexter                                 | Майлз Кестнер                     |
| 2014      | с  | Банші                               | Banshee                                | священник                         |
| 2014      | тф | Незвідане серце Розамунди Пілчер    | Rosamund Pilcher's Unknown Heart       | Річард Меллор                     |
| 2014      | с  | Череп і кістки                      | Crossbones                             | Вільям Джаггер                    |
| 2015      | с  | Готем                               | Gotham                                 | доктор Джеральд Крейн             |
| 2015      | мф | Незвичайні казки                    | Extraordinary Tales                    | оповідач                          |
| 2016      | ф  | Одиночка                            | The Loner                              | Євгеній                           |
| 2016      | ф  | Обраний                             | El elegido                             | Котов                             |
| 2017      | ф  | Кривий будиночок                    | Crooked House                          | Філіп Леонідіс                    |
| 2017      | с  | Вілл                                | Will                                   | Баррет Емерсон                    |
| 2018      | ф  | Ходити як пантера                   | Walk Like a Panther                    | Тоні Сміт                         |
| 2018      | с  | Медічі                              | Medici                                 | П'єро ді Козімо Медічі            |
| 2018      | с  | Чорний список                       | Blacklist                              | Саттон Росс                       |
| 2018      | с  | Елементарно                         | Elementary                             | Джаспер Веллс                     |
| 2019      | ф  | Розфарбований птах                  | Nabarvené ptáče                        | Гарбос                            |
| 2019      | ф  | Сад вечірніх туманів                | The Garden of Evening Mists            | Фредерік Геммель у старшому віці  |
| 2019      | с  | Назустріч пітьмі                    | Into the Dark                          | Стівен                            |
| 2020      | мф | Болванчики: Фільм                   | Bobbleheads: The Movie                 | Перрблес (голос)                  |
| 2020      | ф  | Так, балет                          | Yeh Ballet                             | Саул Аарон                        |
| 2021      | ф  | Благословення                       | Benediction                            | головний лікар                    |
| 2021      | ф  | Антитіла                            | The Survivalist                        | Гіт Грант                         |
| 2021      | ф  | Вершник смерті у Домі вампірів      | Death Rider in the House of Vampires   | граф Голідей                      |
| 2021      | ф  | Привиди будинку священника у Борлі  | The Ghosts of Borley Rectory           | Лайонел Фостер                    |
| 2022      | ф  | Привиди понеділка                   | The Ghosts of Monday                   | Брюс                              |
| 2023      | ф  | Сенека                              | Seneca                                 | Руфус                             |
| 2023      | ф  | Подвійна гра                        | Double Soul                            | Пітер Орланді                     |
| 2023      | ф  | Прокляття дудочника                 | The Piper                              | Густафсон                         |
| 2024      | ф  | Останній подих                      | The Last Breath                        | Леві                              |